# Dicaeum nehrkorni
A Dicaeum nehrkorni a madarak osztályának verébalakúak (Passeriformes) rendjébe és a virágjárófélék (Dicaeidae) családjába tartozó faj.

## Rendszerezése
A fajt Wilhelm Blasius német ornitológus írta le 1886-ban.

## Előfordulása
Indonézia területén, Celebesz szigetén honos. Természetes élőhelyei a szubtrópusi és trópusi síkvidéki és hegyi esőerdők. Állandó, nem vonuló faj.

## Megjelenése
Testhossza 8 centiméter.
|  |

## Életmódja
Gyümölcsökkel, különösen vadcseresznyével és bogyókkal táplálkozik, de nektárt és pollent is fogyaszt.

## Természetvédelmi helyzete
Az elterjedési területe elég nagy, egyedszáma csökken, de még nem éri el a kritikus szintet. A Természetvédelmi Világszövetség Vörös listáján nem fenyegetett fajként szerepel.